# Miguel Barreiro
Miguel Manuel Francisco Barreiro Bermúdez (* 5. Juli 1789 in Montevideo, Vizekönigreich des Río de la Plata; † 12. Mai 1848 in Montevideo, Uruguay) war ein uruguayischer Politiker.
Barreiro, Sohn Manuel José Barreiros und Bárbara Bermúdez’, war vom 29. Juli 1815 bis zum 20. Januar 1817 der letzte Gouverneur von Montevideo.
Später übte er im unabhängigen Uruguay während der ersten beiden Legislaturperioden ein Mandat als Senator für das Departamento Cerro Largo im Zeitraum 13. Oktober 1830 bis 13. November 1832 und vom 15. Februar 1834 bis 14. Juli 1836 aus. Einige Jahre danach hatte er dann erneut in der vierten und fünften Legislaturperiode ein Senatorenamt inne. Diesmal vertrat er das Departamento Soriano ab dem 26. Oktober 1841 bis zum 15. Februar 1843 und vom 23. Februar desselben Jahres bis zum 9. Februar 1846. Hier übernahm er auch die Funktion des Zweiten Vizepräsidenten der Cámara de Senadores in den Jahren 1843 bis 1845.